# کوپوزیشته
کوپوزیشته (به صربی: Kupuzište) یک منطقهٔ مسکونی در صربستان است که در کلادووا واقع شده‌است. کوپوزیشته ۳۱۷ نفر جمعیت دارد.